# Trochalus kwiluensis
Trochalus kwiluensis är en skalbaggsart som beskrevs av Moser 1924. Trochalus kwiluensis ingår i släktet Trochalus och familjen Melolonthidae. Inga underarter finns listade i Catalogue of Life.